# Amphipoea asiatica
Amphipoea asiatica là một loài bướm đêm trong họ Noctuidae.